# گرومن ایکس‌اف۱۰اف جگوار
گرومن ایکس‌اف۱۰اف جگوار (به انگلیسی: Grumman XF10F Jaguar) یک هواپیمای ساختِ کارخانهٔ گرومن در کشور ایالات متحده آمریکا است. این هواپیما برای نخستین بار در ۱۹ مه ۱۹۵۲ میلادی مورد استفاده قرار گرفت.